# Stefan Rehnman
Stefan Rehnman, född 10 augusti 1965 i Lycksele, är programledare, journalist och TV-producent på Sveriges Television.
Han har sedan början av 1990-talet varit aktiv i TV-branschen och har också medverkat i och producerat TV-program för flera av de svenska TV-kanalerna som TV3, TV4, ZTV, TV8 och UR.
2010 nominerades han till en guldspade för reportagen om olagliga och livsfarliga källarlägenheter i Umeå.

## TV-produktioner i urval
- Sommarlov (SVT)
- Veckans Affärer (TV3)
- Fotbollskväll (SVT)
- Duellen (TV8) (TV8)
- O som i Ortmark (TV8)
- Hållbar Ekonomi (UR)
- 24Direkt (SVT)
- Argument (SVT)